# Георги Калоянов (Доганхисар)
Вижте пояснителната страница за други личности с името Георги Калоянов.
Георги Поппетков Калоянов, наречен Пушкин, е български революционер, деец на ВМОРО и Вътрешната тракийска революционна организация в Дедеагачко.

## Биография
Георги Калоянов е роден през 1892 година в тракийското дедеагачко село Доганхисар, тогава в Османската империя, днес Есими, Гърция.
След Чобанкьойската афера, бяга от селото си в България и по-късно се включва в четата на Руси Славов. През Балканската война е доброволец в Македоно-одринското опълчение, а през Междусъюзническата война участва в предотвратяване на обезбългаряването на Дедеагачко, Ортакьойско и Гюмюрджинско.
Включва се в първата чета на ВТРО организирана от Димитър Маджаров през 1919 година. Още щом става ясно, че Западна Тракия ще бъде окупирана от Гърция, Георги Калоянов се среща в Дедеагач с войводата Маджаров, като заедно взимат от помощник-кмета на града Коста Митев 32 пушки и ги изнасят в балкана към Доганхисар. С това оръжие те образуват и въоръжават четата. Освен тях двамата още преди основаването на българо-турския освободителен комитет в четата е и Петър Чапкънов.
Умира през 1958 година.